# Ronald Paul Herzog

Bischofswappen von Ronald Paul Herzog

Ronald Paul Herzog (* 22. April 1942 in Akron, Ohio; † 12. April 2019 in Alexandria) war ein US-amerikanischer Geistlicher und römisch-katholischer Bischof von Alexandria.

## Leben
Ronald Paul Herzog empfing am 1. Juni 1968 das Sakrament der Priesterweihe für das Bistum Natchez-Jackson. Am 1. März 1977 wurde Ronald Paul Herzog in den Klerus des neugegründeten Bistums Biloxi inkardiniert.
Am 4. November 2004 ernannte ihn Papst Johannes Paul II. zum Bischof von Alexandria. Der Erzbischof von New Orleans, Alfred Clifton Hughes, spendete ihm am 5. Januar 2005 die Bischofsweihe; Mitkonsekratoren waren der Bischof von Biloxi, Thomas John Rodi, und der Bischof von Baton Rouge, Robert William Muench.
Am 2. Februar 2017 nahm Papst Franziskus Herzogs Rücktritt kurz vor Erreichen der Altersgrenze an.
Ronald Paul Herzog war Mitglied des Ritterordens vom Heiligen Grab zu Jerusalem.
Herzog starb wenige Tage vor seinem 77. Geburtstag nach kurzer Krankheit.